# Gynoplistia bicolor
Gynoplistia bicolor är en tvåvingeart. Gynoplistia bicolor ingår i släktet Gynoplistia och familjen småharkrankar.

## Underarter
Arten delas in i följande underarter:
- G. b. bicolor
- G. b. dillmani